# Montreat
La ville américaine de Montreat est située dans le comté de Buncombe, dans l’État de Caroline du Nord. Sa population s’élevait à 723 habitants lors du recensement de 2010, estimée à 783 habitants en 2016.

## Démographie
| 1970 | 1980 | 1990 | 2000 | 2010 | - |
| ---- | ---- | ---- | ---- | ---- | - |
| 581  | 741  | 693  | 630  | 723  | - |

## Personnalité liée à la ville
Billy Graham est mort à Montreat.

## Source
- (en) Cet article est partiellement ou en totalité issu de l’article de Wikipédia en anglais intitulé « Montreat, North Carolina » (voir la liste des auteurs).